# Landolfo VII di Capua
Landolfo VII di Capua, conosciuto anche come Landolfo di Sant'Agata (X secolo – 1007), fu principe di Capua dal 1000 al 1007.

## Biografia
Landolfo di Sant'Agata era il figlio secondogenito di Landolfo III di Benevento  (… - 969), che era stato principe co-reggente di Benevento associato a suo fratello Pandolfo Testadiferro. Dopo la morte di quest'ultimo, nel 981, il fratello maggiore di Landolfo, Pandolfo II, che inizialmente era stato escluso dalla successione paterna, fu chiamata a prendere le redini del principato di Benevento, mettendo così fine all'unione con il principato di Capua. Landolfo ricevette in feudo la contea di Sant'Agata de' Goti e la fortezza che vi si trovava.
A Capua, dopo la deposizione del principe Laidolfo, l'ultimo figlio di Pandolfo Testadiferro, l'imperatore Ottone III nominò come suo successore il duca Ademaro di Spoleto. Dopo soli quattro mesi di regno, però, Ademaro fu destituito, e fu così che nel luglio del 1000 Landolfo di Sant'Agata fu chiamato a succedergli. Il regno di Landolfo VII terminò con la sua morte nel 1007. Sul trono di Capua gli successe il suo giovane figlio Pandolfo III, mentre suo fratello Pandolfo II il Vecchio assunse la co-reggenza assieme al nipote.

## Discendenza
Da un'unione sconosciuta, Landolfo VII ebbe un unico figlio:
- Pandolfo III di Capua, detto il Nero o il Giovane (… - 1022).

## Ascendenza
|                           |   |                      | Genitori              |  |  | Nonni |  |  | Bisnonni                |  |  | Trisnonni           |  |
|                           |   |                      |                       |  |  |       |  |  | Landolfo I di Benevento |  |  | Atenolfo I di Capua |  |
|                           |   |                      |                       |  |  |       |  |  | Landolfo I di Benevento |  |  | Atenolfo I di Capua |  |
|                           |   | Sichelgaita di Gaeta |                       |  |  |       |  |  | Landolfo I di Benevento |  |  |                     |  |
| Landolfo II di Benevento  |   |                      |                       |  |  |       |  |  | Landolfo I di Benevento |  |  |                     |  |
|                           |   | Gemma di Napoli      | Atanasio II di Napoli |  |  |       |  |  |                         |  |  |                     |  |
|                           |   | Gemma di Napoli      | Atanasio II di Napoli |  |  |       |  |  |                         |  |  |                     |  |
|                           |   | Gemma di Napoli      | …                     |  |  |       |  |  |                         |  |  |                     |  |
| Landolfo III di Benevento |   | Gemma di Napoli      |                       |  |  |       |  |  |                         |  |  |                     |  |
|                           |   | …                    | …                     |  |  |       |  |  |                         |  |  |                     |  |
|                           |   | …                    | …                     |  |  |       |  |  |                         |  |  |                     |  |
|                           |   | …                    | …                     |  |  |       |  |  |                         |  |  |                     |  |
| Yvantia                   |   | …                    |                       |  |  |       |  |  |                         |  |  |                     |  |
|                           |   | …                    | …                     |  |  |       |  |  |                         |  |  |                     |  |
|                           |   | …                    | …                     |  |  |       |  |  |                         |  |  |                     |  |
|                           |   | …                    | …                     |  |  |       |  |  |                         |  |  |                     |  |
| Landolfo VII di Capua     |   | …                    |                       |  |  |       |  |  |                         |  |  |                     |  |
|                           | … | …                    |                       |  |  |       |  |  |                         |  |  |                     |  |
|                           | … | …                    |                       |  |  |       |  |  |                         |  |  |                     |  |
|                           | … | …                    |                       |  |  |       |  |  |                         |  |  |                     |  |
| …                         | … |                      |                       |  |  |       |  |  |                         |  |  |                     |  |
|                           |   | …                    | …                     |  |  |       |  |  |                         |  |  |                     |  |
|                           |   | …                    | …                     |  |  |       |  |  |                         |  |  |                     |  |
|                           |   | …                    | …                     |  |  |       |  |  |                         |  |  |                     |  |
| …                         |   | …                    |                       |  |  |       |  |  |                         |  |  |                     |  |
|                           |   | …                    | …                     |  |  |       |  |  |                         |  |  |                     |  |
|                           |   | …                    | …                     |  |  |       |  |  |                         |  |  |                     |  |
|                           |   | …                    | …                     |  |  |       |  |  |                         |  |  |                     |  |
| …                         |   | …                    |                       |  |  |       |  |  |                         |  |  |                     |  |
|                           |   | …                    | …                     |  |  |       |  |  |                         |  |  |                     |  |
|                           |   | …                    | …                     |  |  |       |  |  |                         |  |  |                     |  |
|                           |   | …                    | …                     |  |  |       |  |  |                         |  |  |                     |  |
|                           |   | …                    |                       |  |  |       |  |  |                         |  |  |                     |  |